# Bathygnathia segonzaci
Bathygnathia segonzaci là một loài chân đều trong họ Gnathiidae. Loài này được Cals miêu tả khoa học năm 1982.